# Darius Guppy
Darius Guppy (?, 1964) foi um anglo-iraniano sentenciado por defraudar o mercado de seguro Lloyd's of London, em £1,8 milhão, durante o começo dos anos 90. Após um roubo à arma de fogo de gemas na cidade de Nova York, Guppy também envolveu-se com crimes relacionados ao IVA numa operação de contrabando de ouro entre a Índia e o Reino Unido.

## Vida pessoal
Guppy é neto de um aiatolá iraniano pelo lado familiar materno. A família de seu pai, por sua vez, é uma família de colonizadores do Caribe britânico. Darius foi educado em Eton College e em Magdalen College, na Universidade de Oxford, onde ele conseguiu um grau de primeira classe em História e em Francês. No seu segundo ano, ele tornou-se um membro da notória Piers Gaveston Society, bem como de Bullingdon Club. Darius foi padrinho do casamento do seu ex-melhor amigo, o Conde Spencer, o irmão da falecida Diana, princesa de Gales. O conde também foi padrinho de seu casamento. Guppy era um próximo amigo do membro do parlamento britânico Boris Johnson e do Conde Gottfried von Bismarck, um descendente do chanceler Otto von Bismarck.

## Fraude de Lloyd's of London
Darius Guppy foi condenado por ter organizado e efetuado um roubo de gemas na cidade de Nova York e, conseqüentemente, exigiu o seguro das jóias que ele (falsamente) disse que tinham sido roubadas. Lloyd's pagou em tempo recorde, sugestionando que a fraude não era suspeitada. Ele foi traído um ano depois por um informante da polícia que foi preso. Darius foi sentenciado a cinco anos de prisão. O júri ordinário e a acusação descreveram a operação de roubo como "audaciosa e meticulosamente planejada". Levaram quatro anos para sentenciar Guppy. Nenhuma das gemas jamais foi recuperada.

## Assalto
Pouco tempo depois do assalto em Nova York, mas antes de seu arresto, foi gravada uma ligação telefônica entre Guppy e Boris Johnson, na qual Darius pedia ao político o endereço do jornalista do tablóide News of the World, que havia feito reportagens sobre a vida privada do conde Spencer. Guppy desevaja vingança por seu então amigo, assaltando o jornalista. Na fita, Johnson concordou em ajudá-lo desde que o repórter não fosse seriamente machucado. O transcrito da fita foi seriado numa coluna do The Guardian, que se referiu a Johnson como The Jackal ("O Chacal").

## Anos recentes
Apesar dos rumores insubstanciais a respeito de laços com grupos islâmicos e republicanos irlandeses, ele mantém um perfil baixo. Durante os fins dos anos 90 e o começo do século XXI, ele residiu em Garranlea House, em New Inn, Irlanda. Atualmente, acredita-se que ele reside na África do Sul e/ou no Oriente Médio.
Em maio de 2006, foi alegado que Guppy deu uma surra no Conde Spencer, depois de atraí-lo para sua casa, na Cidade do Cabo. Guppy disse ter ficado enfurecido ao saber que o conde tinha tentado, repetidas vezes, seduzir sua bela esposa Patricia, uma ex-modelo, enquanto esta estava vivendo numa cabana na propriedade de Spencer (veja Althorp), durante o encarceramento do marido. Como não reagiu na luta, o conde ficou com um olho roxo, com concussão e com o queixo quebrado e só foi salvo porque o marido de sua ex-esposa, que estava presente na cena, interveio. Guppy é conhecido por praticar entusiasticamente Artes marciais.